# Vòi hoa sen

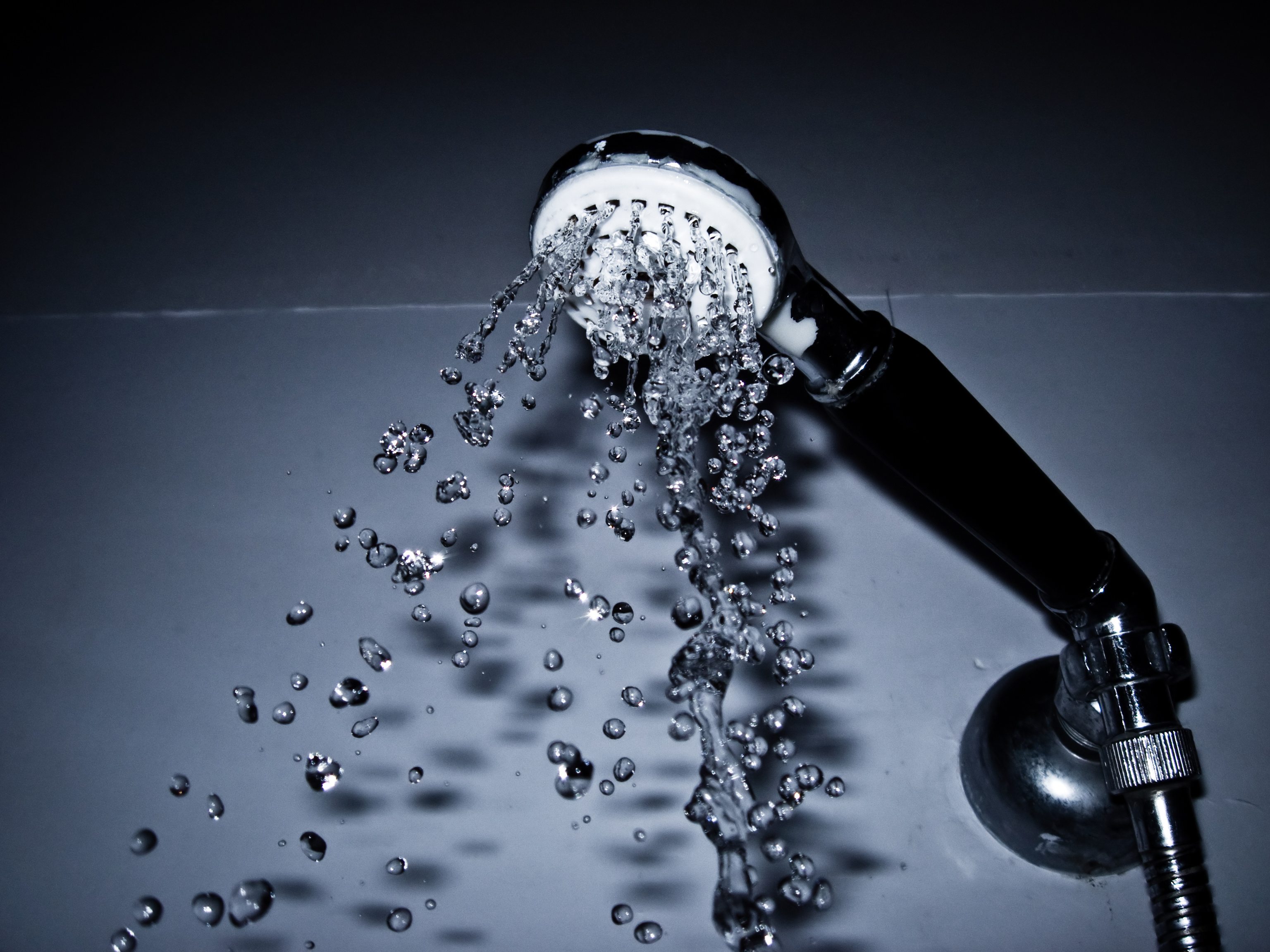
Một kiểu vòi hoa sen

Vòi hoa sen hay vòi sen là một dụng cụ được thiết kế lắp đặt trong các phòng tắm, nhà tắm hoặc khu vực dành cho việc tắm gội, chủ yếu để phun nước nóng. Vòi hoa sen thường được thiết kế đơn giản gồm một thanh ống có chiều cao hơn người tắm, thường cố định và dẫn nước từng nguồn nước, trên ống có một dụng cụ hình tròn nhô ra và có nhiều lỗ nhỏ đều nhau trông như một đài sen. Nhờ đài sen này, các tia nước nhỏ được phun đều lên các vị trí thân thể khác nhau của người tắm.
Vòi hoa sen được sử dụng rộng rãi do tiết kiệm nước khi so sánh với bồn tắm. Trung bình 1 lần tắm dùng 80 lít nước nếu dùng vòi hoa sen, trong khi đó bồn tắm dùng 150 lít.

## Lịch sử

### Thời cổ đại

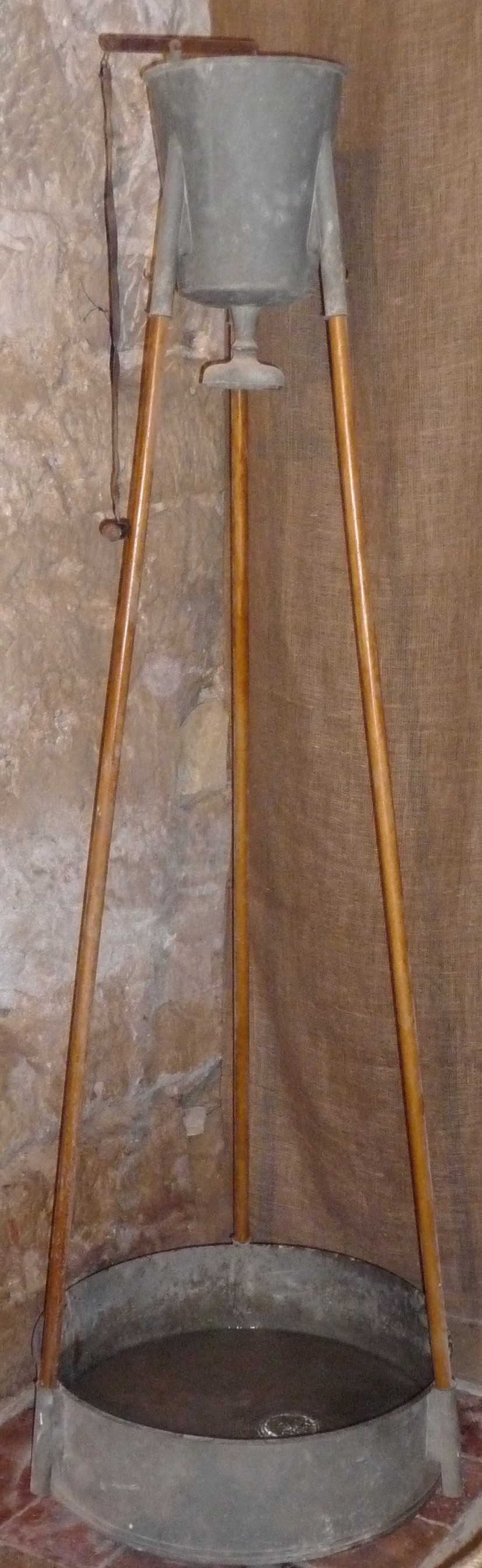
Một kiểu vòi hoa sen sơ khai thời cổ

Các vòi sen ban đầu được thiết kế lắp đặt trong nhà và cũng không phải con người sáng tạo ra, mà được con người mô phỏng, bắt chước và tái tạo lại từ một hiện tượng tự nhiên phổ biến là thác nước. Con người trước đó thường đứng dưới các chân thác nước nhỏ để đón nước rơi xuống rửa các vết bẩn một cách hoàn toàn sạch sẽ và hiệu quả (do áp lực nước) hơn so với tắm cách truyền thống. Người cổ đại đã bắt đầu để tái tạo các hiện tượng tự nhiên bằng cách đổ bình nước, thường rất lạnh, trên mình trong khi tắm, rửa.
Có nhiều bằng chứng đầu tầng lớp thượng lưu Ai Cập và Lưỡng Hà trong thời kỳ này có phòng tắm trong nhà, nơi họ có chỗ tắm riêng tư và được người hầu, kẻ hạ phục vụ bằng việc tưới các thùng nước lên người. Tuy nhiên, đây là những hình thức sơ khai vì chỉ có hệ thống thoát nước còn thô sơ và nước không được bơm vào phòng. Người Hi Lạp và La Mã đã cải tiến thêm hình thức này. Hệ thống ống dẫn nước và hệ thống thoát nước đã cho phép để được bơm vào và ra từ phòng tắm công cộng lớn được sử dụng bởi cả người giàu và dân thường.

### Vòi hoa sen hiện đại
Các vòi sen cơ khí đầu tiên, hoạt động thông qua một máy bơm tay, đã được cấp bằng sáng chế tại Anh vào năm 1767 cho William Feetham, một người xây bếp ở Ludgate Hill, London. Vòi hoa sen của Feetham sử dụng một máy bơm để đẩy nước vào một bình trữ trên đầu của người sử dụng và sau đó người tắm sẽ kéo dây để xả nước. Mặc dù sử dụng người phục vụ để bơm nước, những vòi sen trên không được sử dụng với những người giàu có vì không hỗ trợ nước nóng. Hệ thống này cũng bơm lại nước bẩn trở lại sau mỗi chu kỳ
Trong những năm đầu thế kỷ XIX (có thể là khoảng năm 1810), vòi hoa sen được cho là đã được phát minh ra. Thiết kế ban đầu là một ống nước thẳng đứng cao hơn mười bộ có lắp đặt các ống kim loại trông như một cây tre. Ở phía trên thì kết nối với những ống nước khác mà những ống này nối với nguồn nước. Nước được bơm qua một miệng vòi và qua vai của người tắm trước khi được thu thập và bơm trở lại vào bình chứa. Đến năm 1850 các phòng tắm đứng được kết nối với một nguồn nước sinh hoạt, làm cho chúng dễ dàng hơn để sử dụng.
Việc sử dụng vòi hoa sen trong nửa sau của thế kỷ XX đã tăng vọt do vấn đề vệ sinh cá nhân đã trở thành một mối quan tâm chính của con người và kèm theo đó là việc tắm gội hàng ngày, nhiều lần trong ngày đã góp phần làm nên sự thông dụng của vòi hoa sen.
Trên thị trường Việt Nam và thế giới hiện nay được chia thành hai loại sen chủ yếu là Sen tắm thường và Sen cây, những loại vòi sen này luôn có nhiều loại với mẫu mã chỉ khác nhau một chút trong thiết kế, hình dáng. Về chất lượng, vòi sen có những loại cao cấp, hàng bình dân và cũng có nhiều hàng kém chất lượng, hàng trôi nổi, hàng nhái.... Về chất liệu, vòi sen được làm từ nhôm nguyên chất, inox, hoặc hợp kim của đồng và kẽm là chủ yếu với tỷ lệ tạp chất như: Pb, Fe, Sn, Al, Ni, Sb, Cr.

## Trong văn hóa
Trong bộ phim kinh dị Psycho của đạo diễn Alfred Hitchcock có cảnh nhân vật nữ Marion bị Norman đâm cho đến chết khi đứng tắm dưới vòi hoa sen và từng gây ám ảnh cho khán giả trên khắp thế giới (nhất là các khán giả nữ) suốt một thời gian dài.